# Erwin Verity
Pour les articles homonymes, voir Verity.
Erwin L. Verity est un producteur et responsable de production américain ayant essentiellement travaillé pour les films en prises de vue réelles de la série True-Life Adventures des studios Disney. 

## Filmographie
- 1941 : Le Dragon récalcitrant
- 1954 : La Grande Prairie
- 1955 : Lions d'Afrique
- 1955 : Men Against the Arctic
- 1956 : Les Secrets de la vie
- 1958 : Le Désert de l'Arctique
- 1958 : Grand Canyon
- 1959 : Nature's Strangest Creatures
- 1959 : Mysteries of the Deep
- 1959 : Le Jaguar, seigneur de l'Amazone
- 1960 : Islands of the Sea
- 1963 : L'Incroyable Randonnée
- 1967 : Charlie, the Lonesome Cougar
- 1975 : The Secret of Old Glory Mine
- 1976 : The Footloose Goose